# Apygoplus bulbigerus
Apygoplus bulbigerus is een hooiwagen uit de familie Assamiidae. De wetenschappelijke naam van Apygoplus bulbigerus gaat terug op Roewer.